# Miss Chennai
Miss Chennai is een door VIBA georganiseerde jaarlijkse nationale missverkiezing in de Indiase stad Chennai. De winnares van de verkiezing neemt voor het land deel aan de internationale missverkiezing Miss Intercontinental. De verkiezing wordt gewoonlijk in mei gehouden. De verkiezing is een springplank naar een carrière als actrice of model en de winnares krijgt ook prijzen ter waarde van 100.000 INR. In 2006 namen zestien kandidates deel aan de wedstrijd.

## Winnaressen
| Jaar      | Winnares                  |
| --------- | ------------------------- |
| 2007      | Samyuktha Shanmughanathan |
| 2005-2006 | Deepika Vasudevan         |
| 2004-2005 | Deepa Rajan               |
| 2003      | Bindya                    |
| 2002      | Sitara Devanandan         |
| 2001      | Anurithi Chikkerur        |
| 2000      | Pooja Nair                |
| 1999      | Trisha Krishnan           |